# ファン・リレーションシップ・マネジメント
ファン・リレーションシップ・マネジメント（英語: Fan Relationship Management、略称：FRM ) とは、企業が顧客との関係を築き、深め、長期的な信頼関係を構築するためのマネジメント戦略/手法である。
既存顧客による新規顧客の育成を通して、売上の拡大と関係性の向上を目指す。

## 概要
1980年代に顧客関係管理(Customer Relationship Management)という概念が提唱されたことをきっかけに、1990年代以降急速に発展した。
顧客関係管理は個別の顧客のデータを明らかにしてマネジメントすることで、最適化された施策を行うものである。
しかし、2010年代以降、顧客との接触方法がインターネット上で多様化したことにより、顧客との関係性をより深めるためには、直接的なマネジメントだけでなく、顧客のオンライン上での口コミや評判に着目し、その口コミを積極的に育成することが必要となった。
このようなアプローチをファン・リレーションシップ・マネジメントマーケティングと呼ぶ。
ファン・リレーションシップ・マネジメントは、元々スポーツ界で使用されるマーケティング手法の一つで、クラブ、スポーツ団体、イベント主催者などが、ファンやサポーターとの関係を築くために施策を行なった。
ファン・リレーションシップ・マネジメントは、顧客獲得だけでなく、既存顧客を育てることに重点を置き、ファンのポジティブアクションによって新たなファンを生み出す「好循環」を作り出すことを目指す。
これには、クラブやファンの接点であるショップ、スタジアム、アプリ、ウェブサイト、チケットなどのデータを統一して管理する「データプラットフォーム」が必要になる。
これにより、顧客とブランドがお互いにデータを提供し合い、カスタマイズされた価値のある体験を提供することができる。
このような方法を取り入れることで、他の市場と同じレベルにスポーツ産業を引き上げることが可能になった。